# 178. vestlige længdekreds
Den 178. vestlige længdekreds (eller 178 grader vestlig længde) er en længdekreds, der ligger 178 grader vest for nulmeridianen. Den løber gennem Ishavet, Asien, Stillehavet, det Sydlige Ishav og Antarktis.